# Титково
Титково — село у складі міського поселення Клин Клинського району Московської області Російської Федерації.

## Розташування
Село Титково входить до складу міського поселення Клин. Найближчі населені пункти Бортниково, Захарово.

## Населення
Станом на 2010 рік у селі проживало 9 людей